# Templo de Artemisa Taurópola (Icaria)
Templo de Artemisa Taurópola o Tauropolion (en griego antiguo: Ταυροπόλιον) fue un antiguo templo griego dedicado a Artemisa Taurópola, situado en la isla de Icaria (la moderna Icaría). Su yacimiento arqueológico se encuentra en la actual playa de Nasi, cerca del pueblo de Káto Ráches.

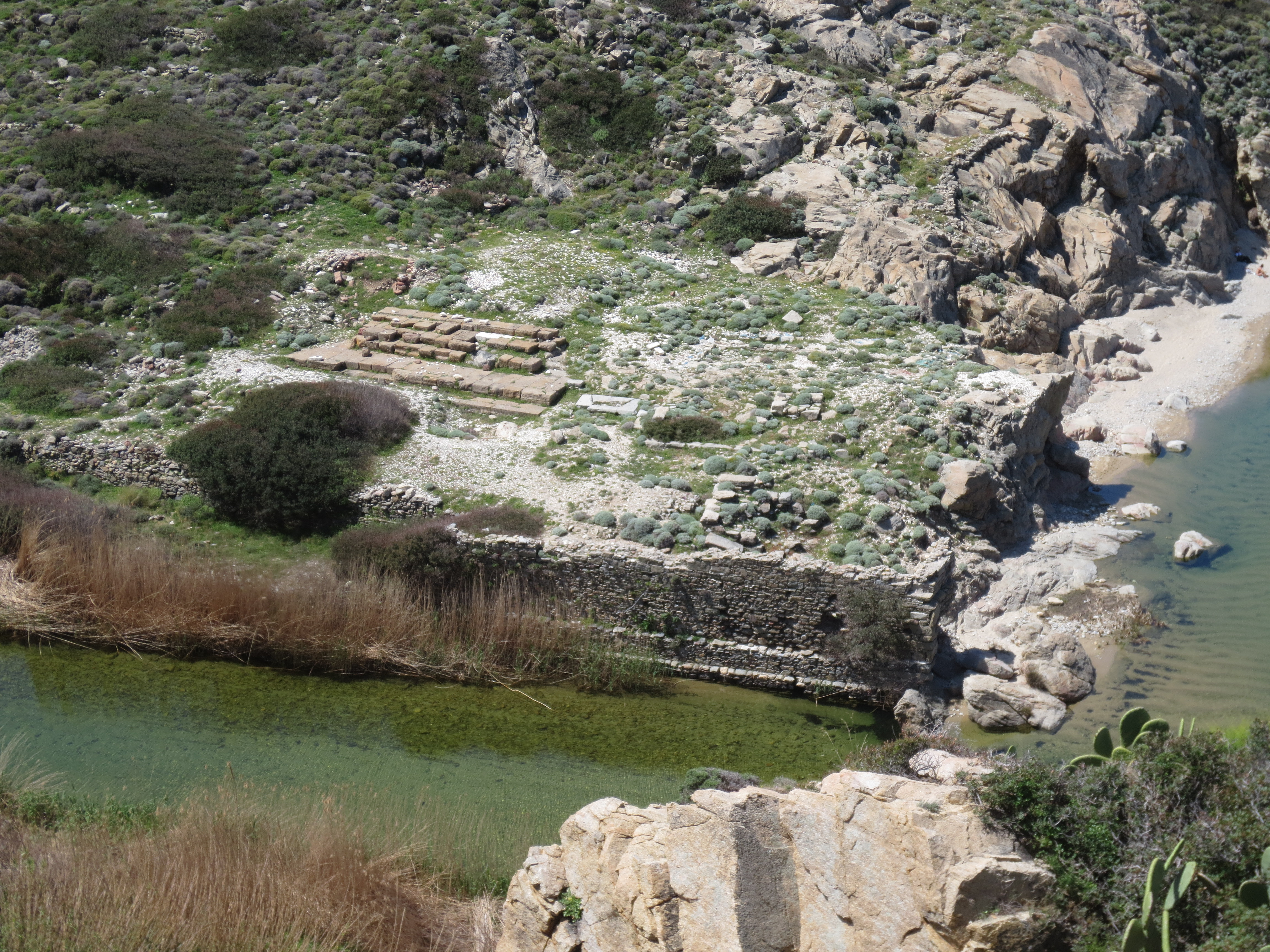
Restos del templo.

El culto a Artemisa llegó a la isla procedente de Anatolia. El templo estaba situado al final de un barranco en la costa noroeste de la isla, cerca de la ciudad de Énoe, en el emplazamiento de un puerto y posiblemente de un asentamiento. Las pruebas arqueológicas sugieren que el yacimiento estuvo en uso desde la época arcaica, a partir del 600 a .C., hasta el período clásico, hasta el 400 a. C. El templo se construyó en el periodo clásico. En el yacimiento se han encontrado restos de un edificio más grande y dos más pequeños, principalmente suelos y partes inferiores de muros, piezas de mármol, estatuillas e inscripciones.
Se cree que el nombre del actual pueblo de Nas procede de la antigua palabra griega para templo, naos, o del nombre de una diosa, Ma.